# Acanthops bidens
Acanthops bidens är en bönsyrseart som beskrevs av Morgan Hebard 1922. Acanthops bidens ingår i släktet Acanthops och familjen Acanthopidae. Inga underarter finns listade i Catalogue of Life.